# SuperStereo feat. Dé
A SuperStereo feat. Dé SuperStereo és Dé által alapított formáció, mely a Bent a neved című dalával robbant be a sláger- és a rádiók játszási listáinak élére.
Laskai Viktor, alias „SuperStereo” 2008 óta foglalkozik elektronikus zeneírással. Szinte egész Európát bejárta DJ-ként, sajátos balkáni dalok remixeivel. 2007–2015 között a Péterfy Bori & Love Band dobosa volt. Dével és Tariska Szabolcs szövegíróval 2014 tavaszán kezdtek el közösen alkotni. Fontos személyek a zenekar életében Horváth István (Blind Myself) - stúdióvezető, akusztikus gitár és Mendre János (mastering).
Darabos Dávid „Dé” 2008-ban alapított alternatív zenekarával (Démegők) Debrecenben kezdte zenei pályafutását. 2008–2010 között több ismert hazai csapat – Heaven Street Seven, Kiscsillag, Pál Utcai Fiúk, Vad Fruttik – előtt léptek fel fesztiválokon, koncerteken. Vajda Tamással (a.k.a Kowalsky meg a Vega) alapított Desert Royal nevű akusztikus formációval 2011-től klasszikus énekes-gitáros felállásra váltott. Több featuring (vokál) közreműködést jegyez Zian dalaiban.

## Diszkográfia

### Dalok
| Év   | SuperStereo feat. Dé                              | Kiadó     |
| ---- | ------------------------------------------------- | --------- |
| 2014 | - 7 Lépés (Single) Megjelent: 2014. november 4.   | Magneoton |
| 2015 | - Hajnal (Single) Megjelent: 2015. január 13.     | Magneoton |
| 2015 | - Bent a neved (Single) Megjelent: 2015. május 1. | Magneoton |

### Videóklip
| Év   | Dal          | Rendező    | Stúdió       |
| ---- | ------------ | ---------- | ------------ |
| 2015 | Bent a neved | Gráf Péter | GrafPictures |